# Гомијери (Венеција)
Гомијери (итал. Gomieri) је насеље у Италији у округу Венеција, региону Венето.
Према процени из 2011. у насељу је живело 41 становника. Насеље се налази на надморској висини од 15 м.